# 河井寛次郎
河井 寛次郎（かわい かんじろう、1890年（明治23年）8月24日 - 1966年（昭和41年）11月18日）は、日本の陶芸家。陶芸のほか、彫刻、デザイン、書、詩、詞、随筆などの分野でも作品を残している。河井 寬次郎とも表記される。

## 学校での研究
当時の島根県安来町（現在の安来市）の大工の家に生まれる。松江中学（現島根県立松江北高等学校）を経て、1910年、東京高等工業学校（現東京工業大学）窯業科へ入学する。寛次郎には師と仰ぐ者がなく、師弟関係を重んじる陶工の世界にあって、学校という教育機関にて指導を受けた新しい世代の陶工となる。東京高等工業学校では、陶芸家の板谷波山の指導を受けたほか、窯業の科学的研究を行った。1914年、東京高等工業学校卒業後は、京都市陶磁器試験場に入所し、東京高等工業学校の後輩でもある濱田庄司とともに1万種以上の釉薬の研究や、中国陶磁など過去の陶磁の模倣や研究も行った。1920年、五代清水六兵衛の技術的顧問を務めていた縁で京都・五条坂にあった彼の窯を譲り受け、「鐘渓窯」と名づけ自らの作品制作を開始する。同年、京都の宮大工の娘・つねと結婚する。

## 華麗な作風からの転換
1921年、「創作陶磁展覧会」を東京と大阪の髙島屋で開催した。このとき東京高島屋の宣伝部長であった川勝堅一と知り合い、生涯にわたり親交をもつ。高島屋での陶磁展では、中国・朝鮮の陶磁の名作に倣い、科学的研究の成果を取り入れた超絶技巧の華やかな作品を発表、新人にして名人と一躍注目を浴びた。しかしやがて世評に反し、自身の制作に悩むようになる。創作陶磁展覧会と同時期に柳宗悦の集めた李朝の陶磁展「朝鮮民族美術展」を展観し、無名の陶工が作り出す簡素で美しい作品に感銘を受ける。“自分の作品は衣装であり化粧であり、中身の体はどうしたのか、心がけはどうしたのか”と、自らの作品制作を中断する。1924年、イギリスから帰国した濱田庄司に現地で収集した雑器・スリップウェアを見せられ、濱田から柳を紹介されその民芸理論に深く共感し実用的な陶器制作を新たな目標とした。

## 民藝運動、日用の美へ

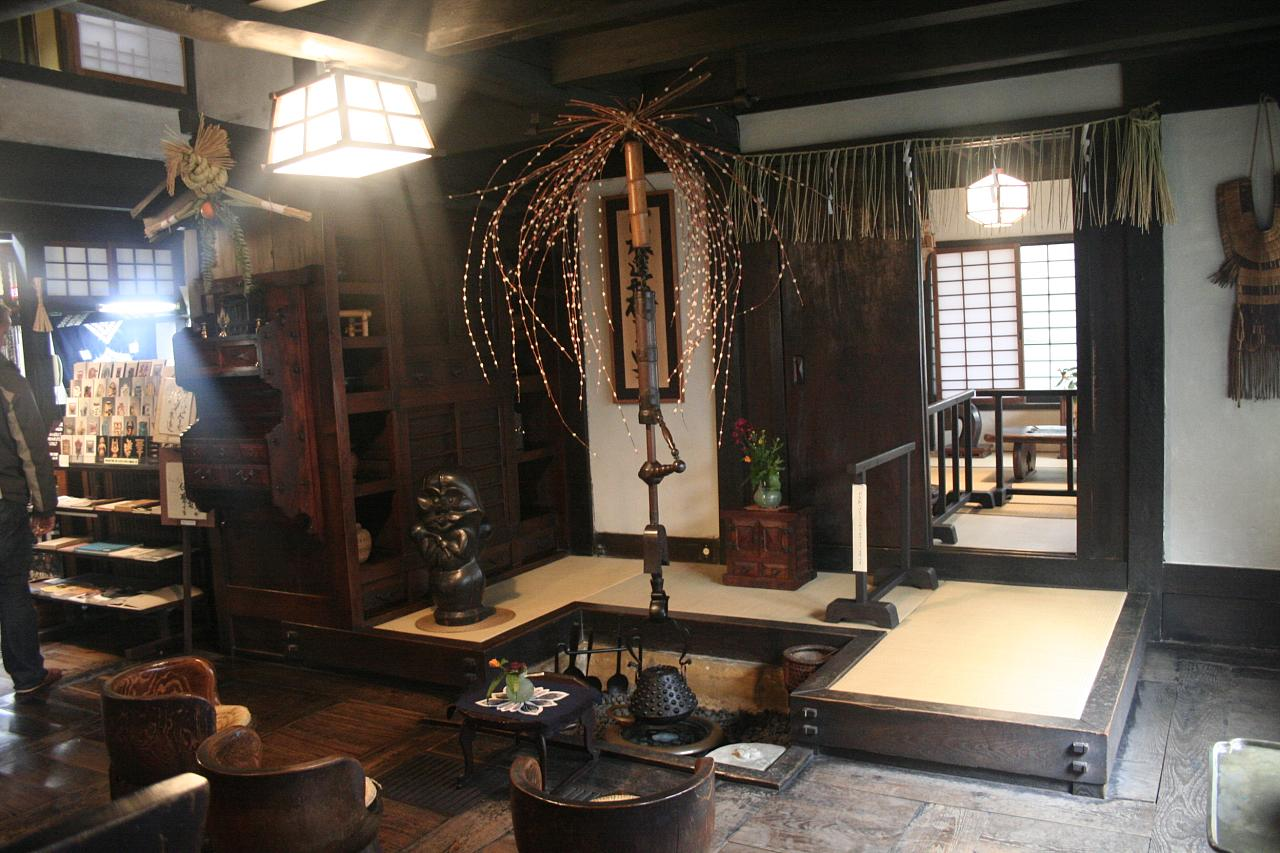
河井寬次郎記念館

1926年、柳、富本、濱田とともに日本民芸美術館設立趣意書を発表。古い日用品を発掘しその制作のための技術を復活させ、無名職人による日用の美を世に広め、新しい日用品を制作し普及しようとした「民藝運動」に深く関わるようになる。富本憲吉、黒田辰秋、バーナード・リーチらとも合流し、1929年に長い沈黙を破って開いた高島屋の個展では、古典から日用の器へと路線を変更した。寛次郎は各地を訪れ、手仕事の制作現場や、日本や朝鮮やイギリスの器から受けた影響をもとに、実用的で簡素な造形に釉薬の技術を生かし、美しい発色の器を次々と生み出して再び注目を浴びた。この時期以降、寛次郎は作家としての銘を作品に入れないようになる。
室戸台風で五条坂の自宅が損壊したことを契機に、故郷の民家の形をもとに、登り窯の形に対応するかのような構造をした新しい自宅兼仕事場を自ら設計し、大工である実家とも協力して1937年に完成させた。この自宅兼仕事場が現在の河井寬次郎記念館になっている。同じ年、川勝堅一の計らいで「鉄辰砂草花図壷」がパリ万国博覧会でグランプリを受賞する。

## より奔放な作風へ
第二次世界大戦後、世界の民族芸術に関心を深めた寛次郎は木彫の制作も開始する。陶の造形も日用の器から簡素ながら奔放な造形へと変化を遂げた。材料の入手が困難であった戦時中より詩、詞の創作を始め、1947年には寛次郎の詞「火の誓い」を棟方志功の板画で制作。随筆「いのちの窓」を陶土に刻んだ陶板を完成させる。老境にいたり深い思慮を重ねた文章を多数残した時期だったが、壷や皿などの陶の作品は、荒々しい素地で用途にとらわれない自在な形状に、アクション・ペインティングのように釉薬を刷毛で打ちつけるような作品を残している。またあらゆる釉薬や造形を試し、その創作意欲が生涯枯れることはなかった。
1955年文化勲章を辞退する。人間国宝、芸術院会員などへの推挙もあったが、同様に辞退している。1957年には川勝堅一の計らいで「白地草花絵扁壷」が、ミラノ・トリエンナーレ国際工芸展グランプリを受賞するも、無位無冠の陶工とし晩年まで創作活動を行い1966年に76歳で没した。墓所は京都市智積院。

## エピソード
1982年公開「男はつらいよ 寅次郎あじさいの恋」では河井そのものについては触れていないが、ロケ地として河井寛次郎記念館が使用されており、陶芸家・加納作次郎（役・片岡仁左衛門）として劇中に登場している。作中、さくらが「あたし好きなの、加納作次郎」と言って自分で作った湯飲み茶碗を出すシーンや、価値を知らない寅次郎が作品を雑に扱ったりする場面がある。

## 著書
- 『六十年前の今』 東峰書房、1964年、新版1990年
  - 抜粋版『近代浪漫派文庫28　河井寛次郎／棟方志功』新学社、2004年 ISBN 4786800864
- 『いのちの窓』 東峰書房、1975年、新版1990年
- 『炉辺歓話』 東峰書房、1978年、新版1990年
- 『陶技始末』 文化出版局、1981年
- 『手で考え足で思う』 文化出版局、1981年
- 『火の誓い』 講談社文芸文庫、1996年 ISBN 4061963732
- 『蝶が飛ぶ葉っぱが飛ぶ』 講談社文芸文庫、2006年 ISBN 4061984225
- 新版『いのちの窓』河井寛次郎記念館監修、東方出版、2007年 ISBN 4862490514

## 参考および関連文献
- 河井須也子 『不忘の記（わすれじのき） 河井寛次郎と縁の人々』 青幻舎、2009年 ISBN 4861522056
- 橋本喜三 『陶工 河井寛次郎』 朝日新聞社、1994年 ISBN 4022585803
- 『河井寛次郎の宇宙』 河井寛次郎記念館編、講談社〈講談社カルチャーブックス〉、1998年 ISBN 4061981323
  - 新装版・河井寛次郎記念館編、講談社、2014年 ISBN 4062187728
- 『河井寛次郎作品集 - 京都国立近代美術館所蔵　川勝コレクション』 京都国立近代美術館編、東方出版、2005年 ISBN 4885919304
- 『河井寛次郎 炎の造形展 図録』 アサヒビール大山崎山荘美術館、2007年
- 『美の行者河井寛次郎　1300℃の歓喜』 丸山茂樹（里文出版　2013年） ISBN　978-4-89806-407-8
- 『柳宗悦・河井寛次郎・濱田庄司の民芸なくらし』 丸山茂樹（社会評論社　2015年） ISBN　978-4-7845-1726-8
- 志賀直邦 『民藝の歴史』 筑摩書房〈ちくま学芸文庫〉、2016年 ISBN 4480097341
- 佐藤利明『みんなの寅さん』、アルファーベータブックス、2019年